# 17102 Begzhigitova
Begzhigitova (asteroide 17102) é um asteroide da cintura principal, a 1,9005398 UA. Possui uma excentricidade de 0,1452069 e um período orbital de 1 210,92 dias (3,32 anos).
Begzhigitova tem uma velocidade orbital média de 19,97490661 km/s e uma inclinação de 4,22229º.
Este asteroide foi descoberto em 10 de Maio de 1999 por LINEAR.